# Alessandra Formica
Alessandra Formica (Augusta, 13 marzo 1993) è un'ex cestista e allenatrice di pallacanestro italiana.
Ala di 189 cm,  ha giocato in Serie A1 con Venezia e con la Nazionale italiana.
Dal 2024, è player development coach della Magnolia Basket Campobasso.

## Carriera

### Giocatrice
Ha vinto uno scudetto Under-15 con la formazione catanese della Lazùr, con la quale ha anche giocato due anni in Serie B regionale. È stata la miglior marcatrice delle sue compagne il primo anno, poi è scesa in campo in appena sei partite nella seconda stagione a causa di un infortunio.
Avrebbe dovuto firmare per Parma, andando al seguito della madre, Saška Aleksandrova, ma è rimasta bloccata per quasi una stagione per una questione legata al tesseramento. È tornata quindi alla Lazùr ad aprile 2010 per giocare le finali Under-17.
Dal 2010 è a Venezia. Alla prima stagione disputa le finali Under-19 a Caltanissetta. Nel 2012-13 con la Reyer ha vinto il Girone Nord di A2 con due turni di anticipo ed è stata promossa in A1, per poi conquistare anche la Coppa Italia di categoria.
Dal 2016 ha giocato con la Virtus Eirene Ragusa, qualificandosi per 3 volte di fila alla finale del campionato Italiano e vincendo la Coppa Italia nel 2019.
Ha fatto tutta la trafila nelle Nazionali giovanili, vincendo l'argento con l'Italia under 16 all'Europeo nel 2008, l'argento al Mondiale 3vs3 Under-18 nel 2011 e l'argento con l'Italia under 20 nel 2013. Ha esordito in Nazionale maggiore nel 2012. È stata selezionata per 2 volte consecutive all’ All Star Game e ha partecipato ai campionati Europei femminili nel 2013, 2015 e 2017.

### Allenatrice
Il 26 luglio 2024 è annunciata come player development coach della Magnolia Basket Campobasso. Viene convocata per il raduno dall'8 all'11 dicembre 2024 come assistant coach di Giovanni Lucchesi in Nazionale dell'Italia under 16.
È inoltre assistant coach di Gabriele Diotallevi per la Magnolia Under-19, campionessa d'Italia di categoria nel 2024-'25.

## Statistiche

### Presenze e punti nei club
Statistiche aggiornate al 30 giugno 2014
| Stagione        | Squadra              | Competizione | Partite | Partite | Partite | Statistiche tiro | Statistiche tiro | Statistiche tiro | Altre statistiche | Altre statistiche | Altre statistiche | Altre statistiche | Altre statistiche |
| Stagione        | Squadra              | Competizione | Pres.   | Titol.  | Minuti  | Tiri da 2        | Tiri da 3        | Liberi           | Rimb.             | Assist            | Rubate            | Stopp.            | Punti             |
| --------------- | -------------------- | ------------ | ------- | ------- | ------- | ---------------- | ---------------- | ---------------- | ----------------- | ----------------- | ----------------- | ----------------- | ----------------- |
| 2007-2008       | Lazùr Basket Catania | Serie B      |         |         |         |                  |                  |                  |                   |                   |                   |                   | 290               |
| 2008-2009       | Lazùr Basket Catania | Serie B      | 6       |         |         |                  |                  |                  |                   |                   |                   |                   | 100               |
| 2010-2011       | Serenissima Venezia  | Serie B      |         |         |         |                  |                  |                  |                   |                   |                   |                   |                   |
| 2011-2012       | Reyer Venezia        | Serie B      |         |         |         |                  |                  |                  |                   |                   |                   |                   |                   |
| 2012-2013       | Umana Venezia        | Serie A2     | 12      | 0       | 246     | 30/56            | 6/14             | 7/9              | 65                | 3                 | 15                | 20                | 85                |
| 2013-2014       | Umana Venezia        | Serie A1     | 12      | 4       | 165     | 12/37            | 1/4              | 4/8              | 40                | 1                 | 4                 | 2                 | 31                |
| Totale carriera |                      |              |         |         |         |                  |                  |                  |                   |                   |                   |                   |                   |

### Cronologia presenze e punti in Nazionale
| Cronologia completa delle presenze e dei punti in Nazionale - Italia | Cronologia completa delle presenze e dei punti in Nazionale - Italia | Cronologia completa delle presenze e dei punti in Nazionale - Italia | Cronologia completa delle presenze e dei punti in Nazionale - Italia | Cronologia completa delle presenze e dei punti in Nazionale - Italia | Cronologia completa delle presenze e dei punti in Nazionale - Italia | Cronologia completa delle presenze e dei punti in Nazionale - Italia | Cronologia completa delle presenze e dei punti in Nazionale - Italia |
| Data                                                                 | Città                                                                | In casa                                                              | Risultato                                                            | Ospiti                                                               | Competizione                                                         | Punti                                                                | Note                                                                 |
| -------------------------------------------------------------------- | -------------------------------------------------------------------- | -------------------------------------------------------------------- | -------------------------------------------------------------------- | -------------------------------------------------------------------- | -------------------------------------------------------------------- | -------------------------------------------------------------------- | -------------------------------------------------------------------- |
| 14/02/2012                                                           | Parma                                                                | Italia                                                               | 54 - 68                                                              | World Stars                                                          | Amichevole                                                           | 0                                                                    | [ 14 ]                                                               |
| 25/05/2012                                                           | Pomezia                                                              | Italia                                                               | 62 - 37                                                              | Bulgaria                                                             | Torneo amichevole                                                    | 2                                                                    | [ 15 ]                                                               |
| 26/05/2012                                                           | Pomezia                                                              | Italia                                                               | 56 - 52                                                              | Paesi Bassi                                                          | Torneo amichevole                                                    | 7                                                                    | [ 16 ]                                                               |
| 27/05/2012                                                           | Pomezia                                                              | Italia                                                               | 56 - 58                                                              | Grecia                                                               | Torneo amichevole                                                    | 4                                                                    | [ 17 ]                                                               |
| 03/06/2012                                                           | Belgrado                                                             | Italia                                                               | 70 - 65                                                              | Israele                                                              | Torneo amichevole                                                    | 5                                                                    | [ 18 ]                                                               |
| 04/06/2012                                                           | Belgrado                                                             | Italia                                                               | 64 - 59                                                              | Romania                                                              | Torneo amichevole                                                    | 2                                                                    | [ 19 ]                                                               |
| 12/06/2012                                                           | Riga                                                                 | Lettonia                                                             | 71 - 52                                                              | Italia                                                               | Qual. Euro 2013 - Girone E                                           | 5                                                                    | [ 20 ]                                                               |
| 23/06/2012                                                           | Atene                                                                | Grecia                                                               | 53 - 64                                                              | Italia                                                               | Qual. Euro 2013 - Gruppo E                                           | 0                                                                    | [ 21 ]                                                               |
| 18-5-2013                                                            | Bourg-en-Bresse                                                      | Francia                                                              | 72 - 43                                                              | Italia                                                               | Amichevole                                                           | 5                                                                    | [ 22 ]                                                               |
| 19-5-2013                                                            | Roanne                                                               | Francia                                                              | 67 - 39                                                              | Italia                                                               | Amichevole                                                           | 4                                                                    | [ 23 ]                                                               |
| 20-5-2013                                                            | Clermont Ferrand                                                     | Francia                                                              | 82 - 58                                                              | Italia                                                               | Amichevole                                                           | 2                                                                    | [ 24 ]                                                               |
| 24/05/2013                                                           | Frosinone                                                            | Italia                                                               | 48 - 47                                                              | Bulgaria                                                             | Amichevole                                                           | 0                                                                    | [ 25 ]                                                               |
| 25/05/2013                                                           | Frosinone                                                            | Italia                                                               | 61 - 50                                                              | Bulgaria                                                             | Amichevole                                                           | 2                                                                    | [ 26 ]                                                               |
| 31-5-2013                                                            | Belgrado                                                             | Montenegro                                                           | 48 - 63                                                              | Italia                                                               | Torneo amichevole                                                    | 4                                                                    | [ 27 ]                                                               |
| 2-6-2013                                                             | Belgrado                                                             | Canada                                                               | 50 - 52                                                              | Italia                                                               | Torneo amichevole                                                    | 2                                                                    | [ 28 ]                                                               |
| 5-6-2013                                                             | Mogilev                                                              | Ucraina                                                              | 69 - 60                                                              | Italia                                                               | Torneo amichevole                                                    | 3                                                                    | [ 29 ]                                                               |
| 6-6-2013                                                             | Mogilev                                                              | Bielorussia                                                          | 75 - 67                                                              | Italia                                                               | Torneo amichevole                                                    | 6                                                                    | [ 30 ]                                                               |
| 7-6-2013                                                             | Mogilev                                                              | Serbia                                                               | 73 - 62                                                              | Italia                                                               | Torneo amichevole                                                    | 8                                                                    | [ 31 ]                                                               |
| 15-6-2013                                                            | Vannes                                                               | Italia                                                               | 64 - 63                                                              | Svezia                                                               | EuroBasket 2013 - Prima fase Gruppo B                                | 0                                                                    | [ 32 ]                                                               |
| 16-6-2013                                                            | Vannes                                                               | Spagna                                                               | 71 - 59                                                              | Italia                                                               | EuroBasket 2013 - Prima fase Gruppo B                                | 3                                                                    | [ 33 ]                                                               |
| 17-6-2013                                                            | Vannes                                                               | Russia                                                               | 72 - 66                                                              | Italia                                                               | EuroBasket 2013 - Prima fase Gruppo B                                | 6                                                                    | [ 34 ]                                                               |
| 20-6-2013                                                            | Lilla                                                                | Turchia                                                              | 66 - 46                                                              | Italia                                                               | EuroBasket 2013 - Seconda fase Gruppo E                              | 0                                                                    | [ 35 ]                                                               |
| 22-6-2013                                                            | Lilla                                                                | Italia                                                               | 58 - 47                                                              | Slovacchia                                                           | EuroBasket 2013 - Seconda fase Gruppo E                              | 0                                                                    | [ 36 ]                                                               |
| 24-6-2013                                                            | Lilla                                                                | Italia                                                               | 66 - 60                                                              | Montenegro                                                           | EuroBasket 2013 - Seconda fase Gruppo E                              | 0                                                                    | [ 37 ]                                                               |
| 27-6-2013                                                            | Orchies                                                              | Rep. Ceca                                                            | 72 - 68                                                              | Italia                                                               | EuroBasket 2013 - Semifinali finale 5º-8º                            | 7                                                                    | [ 38 ]                                                               |
| 29-6-2013                                                            | Orchies                                                              | Svezia                                                               | 77 - 60                                                              | Italia                                                               | EuroBasket 2013 - Finale 7º-8º                                       | 0                                                                    | [ 39 ]                                                               |
| 8-3-2014                                                             | Rimini                                                               | Italia                                                               | 56 - 62                                                              | World Stars                                                          | Amichevole                                                           | 8                                                                    | [ 40 ]                                                               |
| 28-12-2014                                                           | Schio                                                                | Italia                                                               | 61 - 59                                                              | Russia                                                               | Torneo amichevole                                                    | 2                                                                    | [ 41 ]                                                               |
| 29-12-2014                                                           | Schio                                                                | Italia                                                               | 66 - 63                                                              | Romania                                                              | Torneo amichevole                                                    | 6                                                                    | [ 42 ]                                                               |
| Totale                                                               |                                                                      | Presenze                                                             | 29                                                                   |                                                                      | Punti                                                                | 93                                                                   |                                                                      |

## Palmarès

### Giocatrice
- Campionato italiano di Serie A2: 1
Reyer Venezia: 2012-13
- Coppa Italia di Serie A2: 1
Reyer Venezia: 2013
- Campionato italiano di Serie B: 1
Reyer Venezia: 2011-12
- Coppa Italia di Serie B: 1
Reyer Venezia: 2012
- Coppa Italia: 1
Virtus Eirene Ragusa: 2019
- Campionato italiano Under-15/F: 1

Lazùr Catania: 2007-2008

### Allenatrice
- Campionato italiano Under-19/F: 1

Magnolia Campobasso: 2024-2025